# Gradación (tumores)
.

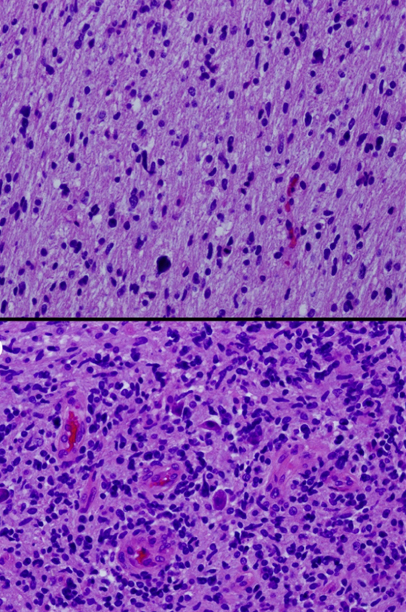
Tinción de hematoxilina y eosina de diferentes secciones de un único espécimen de glioma pontino intrínseco difuso, mostrando áreas de bajo grado (arriba) y de alto grado (abajo)

En patología, la gradación o grado histológico es una medida del aspecto celular en tumores y otras neoplasias en cuanto a su diferenciación celular.  Algunos sistemas de clasificación patológica se aplican sólo a neoplasias malignas (cáncer); otros se aplican también a neoplasias benignas. La gradación neoplásica es una medida de la anaplasia celular (reversión de la diferenciación) en el tumor muestreado y se basa en el parecido del tumor con el tejido de origen. La gradación en cáncer se distingue de la estadificación, que es una medida del grado en que el cáncer tiene extensión en otros tejidos.
Los sistemas de clasificación patológica clasifican la anormalidad microscópica del aspecto celular y las desviaciones en su tasa de crecimiento con el objetivo de predecir la evolución a nivel tisular (véanse también los 4 cambios histológicos principales en displasia).
El cáncer es un trastorno de la alteración del ciclo de vida celular' que conduce (de forma no trivial) a tasas excesivas de proliferación celular, una vida celular típicamente más larga y una diferenciación deficiente. La puntuación del grado utiliza una escala numérica, de G1 a G4, y aumenta con la falta de diferenciación celular. El grado refleja cuánto difieren las células tumorales de las células del tejido normal del que se han originado (véase 'Categorías' más abajo).  Los tumores pueden clasificarse en escalas de cuatro, tres o dos niveles, según la institución y el tipo de tumor.
La puntuación del grado tumoral histológico junto con la estadificación metastásica (cáncer más o menos extendido por todo el cuerpo) se utilizan para evaluar a cada paciente con cáncer específico, desarrollar su estrategia de tratamiento individual y predecir su pronóstico.  Un cáncer muy poco diferenciado se denomina anaplásico.

## Categorías
Los sistemas de gradación también son diferentes para muchos tipos comunes de cáncer, aunque siguen un patrón similar con grados cada vez más malignos en un intervalo de 1 a 4. Si no se utiliza ningún sistema específico, los grados generales más utilizados son los siguientes, recomendados por la American Joint Commission on Cancer y otros organismos:
- GX El grado no se puede evaluar
- G1 Bien diferenciado (Grado bajo)
- G2 Moderadamente diferenciado (Grado intermedio)
- G3 Pobremente diferenciado (Grado alto)
- G4 Indiferenciado (Grado alto)

### Sistemas específicos
De los muchos esquemas específicos para el cáncer, el Sistema Gleason, llamado así por Donald Floyd Gleason, utilizado para clasificar las células de adenocarcinoma en el cáncer de próstata es el más famoso. Este sistema utiliza una puntuación de clasificación que va de 2 a 10. Las puntuaciones de Gleason más bajas describen células bien diferenciadas. Las puntuaciones de Gleason más altas describen un cáncer de próstata poco diferenciado y más agresivo.
Otros sistemas incluyen el sistema de clasificación Bloom-Richardson para el cáncer de mama y el sistema Fuhrman para el cáncer de riñón. La gradación invasiva frontal también es útil en el carcinoma oral de células escamosas.
Para el sarcoma de tejidos blandos se utilizan dos sistemas de gradación histológica: el sistema del Instituto Nacional del Cáncer de Estados Unidos (NCI) y el sistema del Grupo de Sarcomas de la Federación Francesa de Centros Oncológicos (FNCLCC).

## Ejemplos de esquemas de clasificación
| Grado 1 | Grado bajo       | Bien diferenciado          |
| Grado 2 | Grado intermedio | Moderadamente diferenciado |
| Grado 3 | Grado alto       | Poco diferenciado          |
| Grado 4 | Anaplásico       | Anaplásico                 |

| Grado 1 | Grado bajo       | Bien diferenciado |
| Grado 2 | Grado intermedio |                   |
| Grado 3 | Grado alto       | Mal diferenciado  |

| Grado 1 | Grado bajo | Bien diferenciado |
| Grado 2 | Grado alto | Mal diferenciado  |